# Krokgölen (Godegårds socken, Östergötland, 652000-147171)
Krokgölen är en sjö i Motala kommun i Östergötland och ingår i Motala ströms huvudavrinningsområde.